# Kozí Vrbovok
Kozí Vrbovok (in ungherese Kecskevarbók) è un comune della Slovacchia facente parte del distretto di Krupina, nella regione di Banská Bystrica.